# Анте Параджик
Анте Параджик (хорв. Ante Paradžik; нар. 10 лютого 1943, Любушки — пом. 21 вересня 1991, Загреб) — хорватський правий політик, дисидент епохи комунізму. Був одним із засновників Хорватської партії права (ХПП), де обіймав посаду заступника голови. Один із засновників і начальник воєнного штабу Хорватських сил оборони — військового крила ХПП. У студентські роки, бувши головою Хорватського студентського союзу, став учасником Хорватської весни 1971 року. Через це постав перед загребським судом на політичному процесі разом із трьома іншими студентськими ватажками Іваном Чичаком (студентським проректором Загребського університету), Гораном Додігом (заступником студентського проректора Загребського університету) і Драженом Будішею (головою студентської спілки Загреба). Засуджений на три роки ув'язнення.
З початком війни Хорватії за незалежність у 1991 р. критикував тодішню владу країни на чолі з Франьо Туджманом, вважаючи, що вона робить недостатньо для оборони Хорватії. 21 вересня 1991 р., повертаючись із партійного мітингу з Крижевців, Параджик був розстріляний хорватськими поліціянтами. Пізніше правоохоронці виправдовувалися, що отримали анонімну «наводку» про те, що в машині були прибічники Мартича. Вбивці були засуджені до позбавлення волі, але незабаром їх амністував президент Хорватії Франьо Туджман.